# Acarospora heufleriana
Acarospora heufleriana är en lavart som beskrevs av Körb. Acarospora heufleriana ingår i släktet Acarospora och familjen Acarosporaceae.   Inga underarter finns listade i Catalogue of Life.